# Barbara Ott
Barbara Ott (geboren 1983 in Tirschenreuth) ist eine deutsche Filmregisseurin und Drehbuchautorin. Sie ist Mitglied der Deutschen Filmakademie und lebt in Berlin.

## Leben und Werk
Nach längerem Auslandsaufenthalt in Neuseeland war Barbara Ott zwischen 2004 und 2006 als freie Regieassistentin und Innenrequisiteurin bei TV- und Kinofilmen im In- und Ausland tätig. Von 2006 bis 2013 studierte sie Regie und szenischen Film an der Filmakademie Baden-Württemberg.
Ihr Abschlussfilm Sunny erhielt weltweit Aufmerksamkeit, lief erfolgreich auf nationalen und internationalen Festivals und bekam zahlreiche Auszeichnungen, unter anderem den Deutschen Kurzfilmpreis in Gold, den Studio Hamburg Nachwuchspreis und den Deutschen Kamerapreis. Zudem wurde sie mit dem den First Steps Award in der Kategorie Bester Spielfilm bis 60 Minuten ausgezeichnet.
2020 eröffnete ihr Debütspielfilm Kids Run die Sektion Perspektive Deutsches Kino bei den Internationalen Filmfestspielen Berlin. Er war als Bester Erstlingsfilm nominiert.

## Filmografie
- 2009: Beelzebub (Kurzfilm, Regie und Buch)
- 2013: Sunny (Kurzfilm, Regie und Buch)
- 2015: Blochin – Die Lebenden und die Toten (Fernsehserie, Buch, Entwicklung)
- 2019: Druck (Fernsehserie, 4 Episoden, Regie)
- 2020: Kids Run (Regie und Buch)
- 2021: Deadlines (Fernsehserie, 4 Episoden, Regie)
- 2022: Für Jojo (Spielfilm, Regie)
- 2023: Polizeiruf 110: Ronny